# Minto (North Dakota)
Minto ist eine Kleinstadt (mit dem Status „City“) im Walsh County im US-amerikanischen Bundesstaat North Dakota. Das U.S. Census Bureau hat bei der Volkszählung 2020 eine Einwohnerzahl von 616 ermittelt.

## Geografie
Minto liegt im Osten North Dakotas am Forest River, einem linken Nebenfluss des Red River of North, der die Grenze zu Minnesota bildet. Die geografischen Koordinaten von Minto sind 48°17′32″ nördlicher Breite und 97°22′21″ westlicher Länge. Das Stadtgebiet erstreckt sich über eine Fläche von 3,68 km².
Benachbarte Orte von Minto sind Ardoch (10,6 km südlich), Forest River (16 km südwestlich), Pisek (26,9 km westlich) und Grafton (14,6 km nordnordwestlich).
Die nächstgelegenen größeren Städte sind Winnipeg in der kanadischen Provinz Manitoba (204 km nördlich), Duluth in Minnesota am Oberen See (479 km ostsüdöstlich), Grand Forks (50,8 km südöstlich) Fargo (174 km südsüdöstlich) und North Dakotas Hauptstadt Bismarck (422 km südwestlich).
Die Grenze zu Kanada befindet sich 88,7 km nördlich.

## Verkehr
13,9 km östlich von Minto verläuft in Nord-Süd-Richtung die Interstate 29, die die kürzeste Verbindung von Winnipeg nach Kansas City in Missouri bildet. Der U.S. Highway 81 verläuft als Hauptstraße durch dea Stadtgebiet von Minto. Alle weiteren Straßen innerhalb des Stadtgebiets sind untergeordnete Landstraßen, teils unbefestigte Fahrwege sowie innerörtliche Verbindungsstraßen.
Durch Minto verläuft eine Eisenbahnstrecke der BNSF Railway.
Mit dem Minto Municipal Airport befindet sich an der westlichen Stadtgrenze ein kleiner Flugplatz. Die nächstgelegenen größeren Flughäfen sind der Grand Forks International Airport (51,1 km südsüdöstlich), der Hector International Airport in Fargo (170 km in der gleichen Richtung) und der Winnipeg James Armstrong Richardson International Airport (207 km nördlich).

## Bevölkerung
Nach der Volkszählung im Jahr 2010 lebten in Minto 604 Menschen in 255 Haushalten. Die Bevölkerungsdichte betrug 164,1 Einwohner pro Quadratkilometer. In den 255 Haushalten lebten statistisch je 2,37 Personen.
Ethnisch betrachtet setzte sich die Bevölkerung zusammen aus 95,9 Prozent Weißen, 0,3 Prozent Afroamerikanern, 0,2 Prozent amerikanischen Ureinwohnern sowie 3,0 Prozent aus anderen ethnischen Gruppen; 0,7 Prozent stammten von zwei oder mehr Ethnien ab. Unabhängig von der ethnischen Zugehörigkeit waren 15,7 Prozent der Bevölkerung spanischer oder lateinamerikanischer Abstammung.
24,5 Prozent der Bevölkerung waren unter 18 Jahre alt, 59,9 Prozent waren zwischen 18 und 64 und 15,6 Prozent waren 65 Jahre oder älter. 47,4 Prozent der Bevölkerung war weiblich.

Das mittlere jährliche Einkommen eines Haushalts lag bei 34.886 USD. Das Pro-Kopf-Einkommen betrug 19.116 USD. 15,7 Prozent der Einwohner lebten unterhalb der Armutsgrenze.